# Qualcuno sta per morire
Qualcuno sta per morire (One False Move) è un film del 1992 diretto da Carl Franklin e interpretato da Bill Paxton, Cynda Williams e Billy Bob Thornton, coautore della sceneggiatura.
Alla sua quarta regia, Carl Frankin ottenne diversi riconoscimenti tra cui il premio per la miglior regia al MystFest, il Grand Prix e il Premio della critica al Festival del film poliziesco di Cognac, l'Independent Spirit Award per il miglior regista e l'MTV Movie Award al miglior nuovo film-maker.

## Trama
Dopo aver messo le mani su un carico di droga, Lenny "Pluto" Franklyn, Ray Malcolm e la sua ragazza Fantasia si dirigono da Los Angeles verso Star City, nell'Arkansas, lasciandosi alle spalle una scia di violenza. Sulle loro tracce si mettono i detective Dud Cole e John McFeely mentre ad attenderli c'è lo sceriffo Dale "Hurricane" Dixon. Affascinato dalla possibilità di partecipare ad una caccia all'uomo, "Hurricane" scoprirà che la ragazza è in realtà la sua vecchia fiamma Lila Walker.

## Produzione
Il film, il cui titolo inizialmente previsto era Hurricane, è stato girato a Cotton Plant, nello stato dell'Arkansas, e a Pearblossom e Los Angeles in California.
Le riprese iniziarono il 15 ottobre 1990 e terminarono il 5 dicembre.
Conosciutisi sul set, gli attori Billy Bob Thornton e Cynda Williams si sposarono alla fine delle riprese e divorziarono due anni dopo, ancor prima che il film fosse uscito.

## Distribuzione
Inizialmente il film fu programmato direttamente per l'home video, ma il passaparola superò le attese previste e spinse la produzione a distribuirlo nelle sale cinematografiche. Negli Stati Uniti venne distribuito a partire dall'8 maggio 1992, dopo l'anteprima di gennaio al Palm Springs International Film Festival.

### Date di uscita
- USA (One False Move) - 8 maggio 1992
- Svezia (One False Move) - 30 ottobre 1992
- Danimarca (One False Move) - 22 gennaio 1993
- Regno Unito (One False Move) - 9 aprile 1993
- Australia (One False Move) - 30 aprile 1993
- Francia (Un faux mouvement) - 5 maggio 1993
- Germania (One False Move) - 8 luglio 1993
- Spagna (Un paso en falso) - 18 novembre 1993
- Paesi Bassi (One False Move) - 25 giugno 1994

## Accoglienza

### Incassi
Negli Stati Uniti il film ha incassato $1.543.112.

### Critica
Il sito Metacritic assegna al film un punteggio di 87 su 100 basato su 20 recensioni, mentre il sito Rotten Tomatoes riporta il 98% di recensioni professionali con un giudizio positivo, con un voto medio di 8,6 su 10.
Il film ricevette alla sua uscita un consenso pressoché unanime e venne giudicato dal critico Gene Siskel come il suo preferito del 1992. Hal Hinson recensì il film sul The Washington Post come «un thriller con un senso di tensione istantaneo... la sua forza deriva dall'estrema semplicità del suo stile e dalla ferocia impassibile della sua violenza».
Michael Betzold di AllMovie lo ha definito "un film d'azione introspettivo", mentre il critico Roger Ebert ha scritto: «Si tratta di un potente lavoro di regia. Inizia con una sceneggiatura straordinaria e poi trova i giusti toni e stati d'animo per ogni scena, dimostrandoci che non è la trama che ci interessa, sono le persone».

## Riconoscimenti
- 1992 - Festival del cinema americano di Deauville
  - Nomination per il premio della critica a Carl Franklin
- 1992 - Los Angeles Film Critics Association Awards
  - New Generation Award a Carl Franklin
- 1992 - MystFest
  - Miglior regista a Carl Franklin
  - Nomination per il miglior film
- 1992 - National Board of Review Awards
  - Migliori dieci film
- 1993 - Festival del film poliziesco di Cognac
  - Grand Prix a Carl Franklin
  - Premio della critica a Carl Franklin
- 1993 - Chicago Film Critics Association Awards
  - Nomination per la migliore attrice emergente a Cynda Williams
- 1993 - Festival internazionale del cinema di Porto
  - Miglior sceneggiatura a Billy Bob Thornton e Tom Epperson
  - Nomination per il miglior film
- 1993 - Independent Spirit Awards
  - Miglior regista a Carl Franklin
  - Nomination per il miglior film a Ben Myron
  - Nomination per la miglior attrice protagonista a Cynda Williams
  - Nomination per la miglior colonna sonora a Terry Plumeri, Peter Haycock e Derek Holt
  - Nomination per la miglior sceneggiatura a Billy Bob Thornton e Tom Epperson
- 1993 - MTV Movie Awards
  - Miglior nuovo film-maker a Carl Franklin